# 芦恒路駅
座標: 北緯31度7分12秒 東経121度29分38秒 / 北緯31.12000度 東経121.49389度
芦恒路駅（ろこうろえき）は中華人民共和国上海市閔行区に位置する上海地下鉄8号線の駅である。

## 駅構造
- 島式ホーム1面2線を有する地下駅。

## 歴史
- 2009年7月5日 - 開業。

## 隣の駅
上海軌道交通
■8号線
凌兆新村駅 - 芦恒路駅 - 浦江鎮駅